# Diego Galeano
Diego Galeano (Assunção, 1 de fevereiro de 1992) é um tenista profissional paraguaio.